# Безіменна зона
«Безіменна зона» (ісп. La Zona, англ. The Unnamed Zone) — іспанський документальний фільм 2006 р. режисера Карлоса Родрігеса про життя трьох молодих українських дітей, безпосередньо постраждалих від Чорнобильської катастрофи.

## Сюжет
Іспанська знімальна група на чолі з Карлосом Родрігесом розповідає про історії трьох дітей — Лідія Підвальна, Анастасія Павленко й Андрій Ковальчук — чиї життя кардинально змінилася після вибуху на Чорнобильській АЕС 26 квітня 1986 р. Через документальний фільм про дітей та їх сім'ї, що «живуть у небезпечній близькості від зони відчуження навколо зруйнованої станції, показуються їх страхи, мрії, фантазії та надії на майбутнє». Кожна дитина має «Чорнобильський сертифікат», що дарує доступ до державних субсидій і допомоги та є жахливим нагадуванням про їхню екзистенціальну реальність.

## Критика
За словами Натана Південного, «через свій фільм Родрігес малює меланхолійний, міцний портрет трьох молодих життів, назавжди пошкоджених у результаті падіння на шлях катастрофічного лиха, що і передує їм, і наздогнало їх». 
Рейтинг фільму на сайті IMDb — 6,4/10.